# Dingyuan
La Dingyuan  era una nave da guerra cinese e l'ammiraglia della flotta imperiale Beiyang; il suo nome è tradizionalmente scritto Ting Yuen o Ting Yuan nei libri più antichi. La sua nave sorella era la Zhenyuan.

## Design
Il design della Dingyuan era tipico delle navi con una torre corazzata. Era ritenuta una delle navi da guerra più tecnologicamente avanzate del suo tempo, pari o migliore di qualsiasi nave della flotta britannica o tedesca. Misurava 94,5 metri di lunghezza e 18,4 di larghezza, e un pescaggio di 5,94 metri. Era protetta da una cinta corazzata spessa 30 centimetri. Gli esperti dicono che la nave avrebbe resistito a qualsiasi arma da fuoco disponibile al tempo.
La nave, pesante 7670 tonnellate quando carica, aveva una potenza di 6000 cavalli e raggiungeva una velocità di 14,5 miglia nautiche l'ora; aveva un'autonomia di circa 4500 miglia nautiche alla velocità di 10 nodi.

## Armamento di bordo
Il principale armamento era costituito da quattro cannoni Krupp del calibro di 305 mm in due barbette, una a babordo e una a tribordo. Questi cannoni avevano una gittata di 7,8 chilometri, con una velocità di uscita alla bocca dell'arma di 500 m/s. Altri due cannoni Krupp calibro 150 mm erano installati in torri alle estremità di prua e di poppa. Questi avevano una gittata di 11 chilometri. Altre armi erano sei cannoni calibro 37 mm e tre tubi lanciasiluri sopra il livello dell'acqua. L'equipaggio al completo era formato da 363 uomini.
Due torpedinieri erano anche presenti a bordo, aumentando le possibilità d'attacco e l'efficacia in battaglia della Dingyuan. Per provvedere all'acqua, 20 dissalatori erano installati a bordo, che potevano fornire acqua potabile quotidianamente a 300 persone 

## Storia

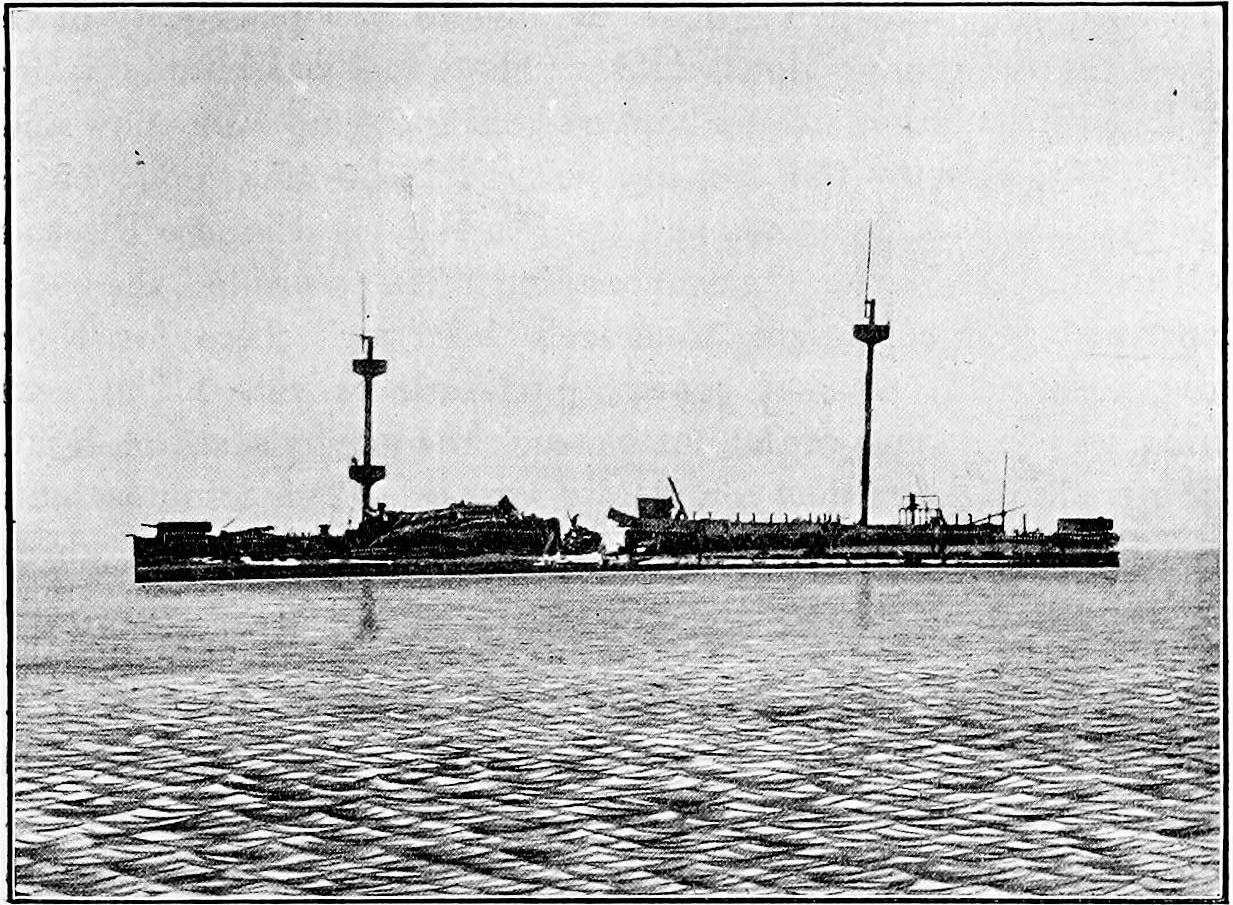
La Dingyuan dopo l'attacco di una torpediniera

Dopo negoziati con i governi inglesi e tedeschi, la dinastia Quing, nel 1881, commissionò il contratto per costruire questa nave alla tedesca Stettiner Vulcan AG; il costo previsto era 1,7 milioni di tael d'argento (6,2 milioni di Goldmark). La carena fu costruita il 31 marzo 1881 e il varo avvenne il 28 dicembre dello stesso anno, mentre le prove in mare cominciarono il 2 maggio 1883.
La consegna della Dingyuan, condotta da un equipaggio tedesco, cominciò nel 1884, ma si arrestò dopo una richiesta da parte della  Francia, che stava vivendo tensioni con la Cina che culminarono nella guerra franco-cinese (1884-1885). La Dingyuan era una nave molto potente e largamente superiore a qualsiasi nave francese facente parte dello squadrone nella Cina francese; la Dingyuan era nelle condizioni di partecipare favorevolmente al conflitto, specialmente alla battaglia di Foochow, ed il fatto risultò determinante per la vittoria francese.
Nel 1885 la Dingyuan fu finalmente mandata in Cina, arrivò l'anno seguente. Sempre nel 1885, la Flotta del Pei-yang fu creata a Weihai, e venne basata presso l'isola Liugongda, stabilendo la creazione della prima flotta moderna della Dinastia Qing.
Entro la metà dell'ultimo decennio del XIX secolo, la decadente Dinastia Qing perse il desiderio di tenere la propria flotta all'avanguardia, al contrario della marina giapponese, che si stava rafforzando. A causa di corruzione interna, mancanza di fondi e incompetenza, quando si arrivò alla prima guerra sino-giapponese, la Marina imperiale giapponese riuscì a sconfiggere la flotta Beiyang. Dingyuan fu la nave ammiraglia di dell'ammiraglio Ding Ruchang durante la battaglia del fiume Yalu, il 17 settembre 1894. Il 5 febbraio 1895, la Dingyuan fu seriamente danneggiata dopo essere stata colpita da un siluro giapponese e successivamente da cannonate. Il suo comandante, contrammiraglio Liu Buchan ordinò che la nave fosse autoaffondata al fine di evitarne la cattura.

## Ricostruzione
Per ricordare questo periodo di storia, l'Agenzia Portuale di Weihai e il Weigao Group investirono 50 milioni di yuan (4,6 milioni di €) per costruire una replica su una scala di 1:1 della Dingyuan. La costruzione iniziò il 20 dicembre 2003. La replica è ora in un museo galleggiante; all'interno si trovano documenti della Dingyuan, della flotta Beiyang, della prima guerra sino-giapponese e mostre della natura marina.